# Домбрувкі (Підкарпатське воєводство)
Домбрувкі (пол. Dąbrówki) — село в Польщі, у гміні Чорна Ланьцутського повіту Підкарпатського воєводства.
Населення — 1559 осіб (2011).
У 1975-1998 роках село належало до Ряшівського воєводства.

## Демографія
Демографічна структура станом на 31 березня 2011 року:
|          | Загалом | Допрацездатний вік | Працездатний вік | Постпрацездатний вік |
| -------- | ------- | ------------------ | ---------------- | -------------------- |
| Чоловіки | 774     | 172                | 539              | 63                   |
| Жінки    | 785     | 168                | 477              | 140                  |
| Разом    | 1559    | 340                | 1016             | 203                  |